# Улица Маршала Захарова (Москва)
У́лица Ма́ршала Заха́рова (до 12 января 1984 года — часть Шипи́ловского прое́зда) — улица, расположенная в Южном административном округе города Москвы на территории района Орехово-Борисово Северное.

## История

Мемориальная доска на доме 6 корп.1 на ул. маршала Захарова в Москве

Улица получила современное название 12 января 1984 года в память о М. В. Захарове (1898—1972) — Маршале Советского Союза, дважды Герое Советского Союза, участнике Гражданской войны, начальнике штаба ряда фронтов в годы Великой Отечественной войны, командующем военным округом и группой войск и начальнике Генерального штаба после войны — при выделении из Шипиловского проезда (участок севернее Шипиловской улицы), получившего название 16 октября 1973 года по направлению к бывшей деревне Шипилово, вошедшей в состав Москвы.

## Расположение
Улица Маршала Захарова, являясь продолжением Борисовского проезда, проходит от Каширского шоссе на юго-запад, по дуге поворачивает на юг и проходит до Шипиловской улицы. Нумерация домов начинается от Каширского шоссе.

## Примечательные здания и сооружения
По нечётной стороне:
По чётной стороне:

## Транспорт

### Автобус
- м83:  Каширская —  Москворечье —  Орехово — улица Маршала Захарова — 6-й микрорайон Орехова-Борисова
- с848:  Красногвардейская — улица Маршала Захарова —  Москворечье.
- 858:  Орехово — улица Маршала Захарова —  Домодедовская — 6-й микрорайон Орехова-Борисова

### Метро
- Станция метро «Орехово» Замоскворецкой линии — юго-западнее улицы, на Шипиловском проезде.
- Станция метро «Домодедовская» Замоскворецкой линии — южнее улицы, на пересечении Каширского шоссе и Орехового бульвара.